# Juan de Cabriada

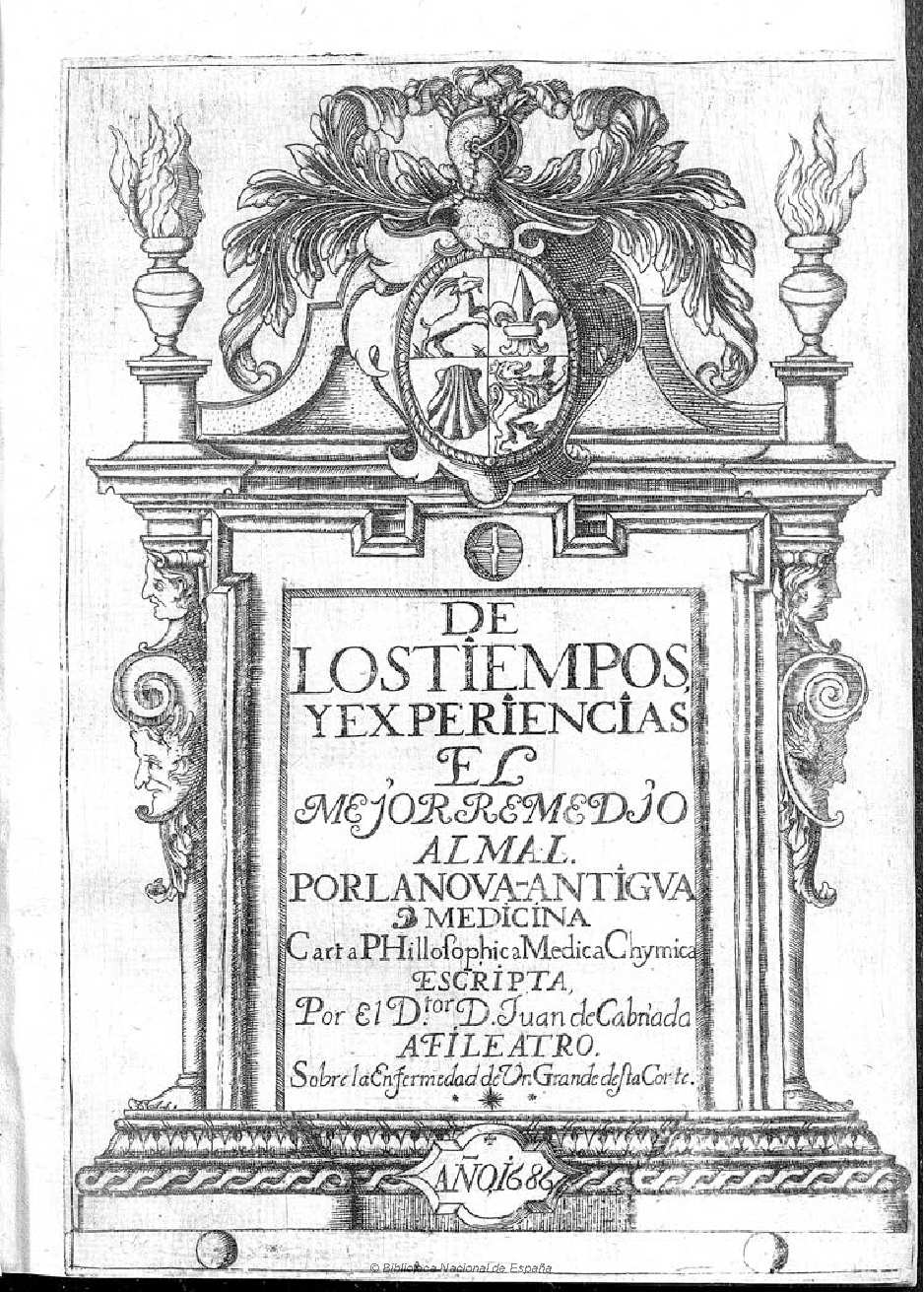
Carta philosophica medico-chymica de Juan de Cabriada, 1686.

Juan de Cabriada y Borrás (1661-1743). Destacado Novator, médico reformista español nacido en Vildé, Soria, oriundo de la Villa soriana de Ágreda. 
Su padre, asimismo llamado Juan de Cabriada y Gonzalo, fue un médico que nació y ejerció en Ágreda. Siempre se ha considerado que Juan de Cabriada y Borrás nació en Valencia, siguiendo en esto la opinión del bibliófilo valenciano contemporáneo suyo José Rodríguez, que señala incluso que recibió las aguas bautismales en la iglesia de San Juan del Mercado de esta ciudad. Error que han mantenido todos los estudiosos de la vida y de la obra de este autor, cuyos méritos fueron especialmente reconocidos por José María López Piñero.
Juan de Cabriada y Borrás nació en Vildé, pequeña localidad próxima a Burgo de Osma, donde fue bautizado el 23 de septiembre de 1661, cuyos padres, “por ir de paso, dijeron ser vecinos y naturales de la villa de Ágreda”. Allí ejercía entonces la medicina Juan de Cabriada y Gonzalo, antiguo catedrático de la Universidad de Valencia.
También en esta misma Universidad estudió Artes el joven Cabriada y Borrás, graduándose de bachiller en 1675, como también de Anatomía, donde tuvo como profesor al catedrático Matías García, amigo de Cabriada y Gonzalo y, como él, asimismo natural de Ágreda. Posiblemente para aproximarse a la casa familiar prosiguió los estudios de Medicina en la Facultad de la Universidad de Zaragoza, donde tuvo como profesor y mentor al catedrático aragonés José Lucas Casalete, a la sazón uno de los médicos novatores españoles que por entonces estaban más al corriente de las novedades científicas que se producían en los países más adelantados.
Bachiller en Medicina por la universidad aragonesa en 1681 con Casalete como padrino, inició Cabriada y Borrás su actividad profesional. En 1682 casó en Madrid con María Rubio de Villanueva, mientras abría una consulta médica en Vallecas. Desde allí siguió de cerca los asuntos de su villa de origen, pues en 1700 adquirió la condición de Regidor perpetuo de Ágreda.
Para entonces había publicado ya en 1687 la obra que lo iba a hacer famoso: Carta filosófica, médico-chymica, que significativamente lleva la censura introductoria de su maestro José Lucas Casalete. En el origen de la misma se encuentra la notable disputa que el médico agredense había entablado con sus colegas de la Corte, a cuenta de su denuncia del abuso de la sangría por parte de los médicos galenistas de la época. Al exponer Cabriada sus ideas, por elevación, realizará una exposición sistemática del concepto plenamente moderno que tiene sobre la ciencia y sobre el atraso científico español. En palabras de López Piñero:

Por el vigor y altura de su texto y por su excepcional influencia, el libro de Cabriada merece ser considerado como el auténtico manifiesto del movimiento renovador de la medicina y de los saberes con ella relacionados en la España de finales del siglo XVII.

Pronto empezarán a ser conocidos los autores que como Cabriada y Borrás buscan la modernización de las estructuras científicas hispanas, con el nombre peyorativo de “novatores” que luego adoptarán ellos sin inconveniente.
Empieza el agredense rechazando de forma abierta la autoridad de los antiguos, mientras reconoce el valor de la experimentación. Con frecuencia veremos a Cabriada defender en su texto el valor de la experiencia anatómica, práctica y química, con numerosas observaciones y conclusiones propias y ajenas. Muestra en las mismas que está perfectamente al corriente de los descubrimientos más recientes en anatomía y fisiología. De hecho, la teoría de la circulación sanguínea la considera trascendental en medicina. Es en este contexto donde aparece su famosa frase denunciadora del atraso científico español:

Que es lastimosa y aun vergonzosa cosa que, como si fuéramos indios, hayamos de ser los últimos en recibir las noticias y luces públicas que ya están esparcidas por Europa. Y, asimismo, que hombres a quienes tocaba saber esto se ofendan con la advertencia y se enconen con el desengaño. ¡Oh, y que cierto es que intentar apartar el dictamen de una opinión anticuada es de lo más difícil que se pretende entre hombres.

En el Archivo General de Palacio se encuentra el expediente nombrando en 1699 a Juan de Cabriada y Borrás médico de la Cámara de Su Majestad Carlos II. En 1700 participa en la fundación de la Regia Sociedad de Medicina y otras ciencias de Sevilla. En 1713 ejercía como médico en Bilbao antes de retornar definitivamente a Ágreda donde lo encontramos ya en 1718. Allí permaneció hasta su muerte el 27 de mayo de 1743.